# Sigmatella tenuiseta
Sigmatella tenuiseta là một loài Rêu trong họ Sematophyllaceae. Loài này được (Sull.) Müll. Hal. miêu tả khoa học đầu tiên năm 1896.